# مدرسه علمیه جعفری
مدرسه علمیه جعفری مربوط به دوره قاجار است و در تفت، خیابان معاصر، محله گرمیسر واقع شده و این اثر در تاریخ ۱۱ مرداد ۱۳۸۴ با شمارهٔ ثبت ۱۲۳۵۰ به‌عنوان یکی از آثار ملی ایران به ثبت رسیده است.